# Arcos (geslacht)
Arcos is een geslacht van straalvinnige vissen uit de familie van schildvissen (Gobiesocidae).

## Soorten
- Arcos decoris Briggs, 1969.
- Arcos erythrops (Jordan & Gilbert, 1882).
- Arcos macrophthalmus (Günther, 1861).
- Arcos poecilophthalmos (Jenyns, 1842).
- Arcos rhodospilus (Günther, 1864).
- Arcos nudus (Linnaeus, 1758)